# Loi des levées totales
La loi des levées totales (LLT) est une évaluation statistique du nombre probable de levées pouvant être réalisées par l'ensemble des deux équipes opposées sur une donne de Bridge. 
Énoncée par Jean-René Vernes en 1956, elle est utilisée par les joueurs pour évaluer à quel niveau ils peuvent faire monter leurs enchères.

## Définition de la loi
On définit d'abord le nombre total de plis disponibles sur une donne de bridge comme égal à la somme des levées que les deux équipes peuvent réaliser à l'atout, avec le meilleur choix d'atout possible pour chacune (par hypothèse, la couleur la plus longue de l'équipe).
La loi des levées totales peut être énoncée comme suit :
Le nombre total de plis disponibles est (en moyenne) égal au nombre total d'atouts des deux équipes, dans leurs suites respectives les plus longues, soit :
Levées_Totales = Levées_de_NS + Levées_de_EO = Nombre_d'atouts_NS + Nombre_d'atouts_EO
Exemple : Supposons que l'équipe Nord-Sud possède un total de 9 cartes à ♠ et que l'équipe Est-Ouest possède un total de 8 cartes à ♥. La loi des levées totales dit qu'ils disposent alors d'un total de 17 levées réalisables par les 2 camps (8+9) :
- par exemple, il se peut que Nord-Sud puisse réaliser un maximum de 6 levées à ♠ et Est-Ouest puisse réaliser un maximum de 11 levées à ♥.
- il se peut aussi que Nord-Sud puisse réaliser un maximum de 10 levées à ♠ et Est-Ouest puisse réaliser un maximum de 7 levées à ♥.
- ou toute autre combinaison dont le total est de 17.

La donne ci-après illustre ce calcul :
| ♠ | R D 8 5 3 |
| ♥ | R 4 3     |
| ♦ | 7         |
| ♣ | V 10 4 3  |

| ♠ | 10 7      |
| ♥ | A 8 7 6 5 |
| ♦ | V 9 4     |
| ♣ | R D 9     |

| ♠ | V 4      |
| ♥ | 10 9 2   |
| ♦ | R D 10 3 |
| ♣ | A 8 7 2  |

| ♠ | A 9 6 2   |
| ♥ | D V       |
| ♦ | A 8 6 5 2 |
| ♣ | 6 5       |

| ♠ | R D 8 5 3 |
| ♥ | R 4 3     |
| ♦ | 7         |
| ♣ | V 10 4 3  |

| ♠ | 10 7      |
| ♥ | A 8 7 6 5 |
| ♦ | V 9 4     |
| ♣ | R D 9     |

| ♠ | V 4      |
| ♥ | 10 9 2   |
| ♦ | R D 10 3 |
| ♣ | A 8 7 2  |

| ♠ | A 9 6 2   |
| ♥ | D V       |
| ♦ | A 8 6 5 2 |
| ♣ | 6 5       |

| ♠ | R D 8 5 3 |
| ♥ | R 4 3     |
| ♦ | 7         |
| ♣ | V 10 4 3  |

| ♠ | 10 7      |
| ♥ | A 8 7 6 5 |
| ♦ | V 9 4     |
| ♣ | R D 9     |

| ♠ | V 4      |
| ♥ | 10 9 2   |
| ♦ | R D 10 3 |
| ♣ | A 8 7 2  |

| ♠ | A 9 6 2   |
| ♥ | D V       |
| ♦ | A 8 6 5 2 |
| ♣ | 6 5       |

| ♠ | R D 8 5 3 |
| ♥ | R 4 3     |
| ♦ | 7         |
| ♣ | V 10 4 3  |

| ♠ | 10 7      |
| ♥ | A 8 7 6 5 |
| ♦ | V 9 4     |
| ♣ | R D 9     |

| ♠ | V 4      |
| ♥ | 10 9 2   |
| ♦ | R D 10 3 |
| ♣ | A 8 7 2  |

| ♠ | A 9 6 2   |
| ♥ | D V       |
| ♦ | A 8 6 5 2 |
| ♣ | 6 5       |

Dans ce diagramme, N-S a 9 cartes à ♠ et E-O a 8 cartes à ♥. N-S peut réussir 4♠ tandis que E-O peut réussir 1♥. La loi des levées totales est donc bien vérifiée, puisque 9+8 = 10+7.
Pourtant, des réarrangements mineurs auraient compromis la loi : par exemple, si les carreaux de N-S avaient été divisés 4-2 au-lieu de 5-1, et les trèfles divisés en conséquence 3-3, N-S avait 8 levées et E-O aussi 8, avec 8+8=16.
En règle générale, la loi s'avère statistiquement assez correcte, surtout lorsque le nombre de cartes de la meilleure couleur de Nord-Sud est proche de celui de la meilleure couleur d'Est-Ouest. 

## Utilisation de la loi par les joueurs de bridge

### Principe de sécurité distributionnelle
Selon ce principe, des joueurs peuvent déclarer sans risque un contrat à l'atout au niveau du nombre d'atouts de leur camp. Par exemple, si une paire totalise 10 cartes à pique, elle peut enchérir 4♠ sans crainte, même avec un faible nombre de points honneur.
| Main de Sud : \| ♠ \| 8 6 \| \| ♥ \| D 8 7 2 \| \| ♦ \| 10 9 3 \| \| ♣ \| V 5 4 3 \| |         |    |   |
| O                                                                                    | N       | E  | S |
| 1♣                                                                                   | 1♥      | 1♠ | ? |
| Faites un saut à 3♥ sans hésiter                                                     |         |    |   |
| ♠                                                                                    | 8 6     |    |   |
| ♥                                                                                    | D 8 7 2 |    |   |
| ♦                                                                                    | 10 9 3  |    |   |
| ♣                                                                                    | V 5 4 3 |    |   |

| Main de Sud : \| ♠ \| 8 6 \| \| ♥ \| D 8 7 2 \| \| ♦ \| 10 9 3 \| \| ♣ \| V 5 4 3 \| |         |       |   |
| O                                                                                    | N       | E     | S |
|                                                                                      | 1♥      | Passe | ? |
| Sautez aussi à 3♥                                                                    |         |       |   |
| ♠                                                                                    | 8 6     |       |   |
| ♥                                                                                    | D 8 7 2 |       |   |
| ♦                                                                                    | 10 9 3  |       |   |
| ♣                                                                                    | V 5 4 3 |       |   |

Un premier exemple illustre le raisonnement sous-jacent au principe. Supposons que personne ne soit vulnérable. Votre partenaire annonce 1♥, vous avez 4 cartes dans cette couleur, et vous savez donc que votre ligne a au moins 9 cartes à ♥. Vous devez alors sauter à l'enchère de 3♥ même si vous avez un jeu très faible. En effet, vous avez un fit 9e, votre camp ayant 26 cartes dont 9 à ♥, il reste 17 autres cartes réparties en 3 couleurs. La couleur la plus courte de votre camp est donc au plus 5ème. Vos opposants ont donc au moins une couleur avec un fit d'au moins 8 cartes, et le nombre de levées totales est de 8+9=17. Votre barrage à 3♥ va les gêner pour trouver la couleur de leur fit. Évidemment, vous n'êtes pas certain de réussir le contrat de 3♥, mais :
- si vous chutez de 1, cela veut dire que vous avez 8 levées réalisables à l'atout ♥, et d'après la loi  des levées totales, vos opposants avaient alors 9 levées dans leur fit, contrat que vous les avez empêché de déclarer. Vous perdez 50 ou 100 points alors que vos adversaires auraient marqué 140 au contrat de 3♠ ;
- si vous chutez de 2, et que vous êtes contré, vous perdez 300 points. Vous n'avez fait que 7 levées. Vos adversaires auraient donc réalisé 17-7=10 levées au contrat de 4♠ et ils auraient gagné 420 points. Votre sacrifice est gagnant !

Voici un autre exemple d'application du principe :
| Ouest doit enchérir |           |
| ♠                   | R 7 6 5 2 |
| ♥                   | 5 2       |
| ♦                   | 8 5       |
| ♣                   | V 10 9 8  |

| Nord | Est | Sud | Ouest |
| ---- | --- | --- | ----- |
| 1♣   | 1♠  | X   | ?     |
| 1.   |     |     |       |

Ouest sait que son partenaire a 5 cartes à Pique, et l'intervention de Est ne garantit pas nécessairement l'ouverture. Sud a contré pour montrer des Cœurs, mais le fit des adversaires n'est pas établi. Ouest peut compter 10 cartes à Pique dans sa ligne et doit donc annoncer 4♠ malgré la faiblesse de son jeu. Le contrat de 4♠ va probablement être contré et chuter, mais les opposants ont vraisemblablement un contrat possible de manche qu'il faut les empêcher de trouver.

### Conventions de bridge impactées
Un grand nombre de conventions d'enchères au bridge utilisent la LLT. Les enchères compétitives du bridge de compétition ont beaucoup progressé en agressivité au début des années 2000.
Par exemple, avec la convention Fitmaj, introduite par Marc Kerlero, si l'ouvreur annonce 1♠, 
- le soutien barrage à 3♠ correspond à un jeu faible (4 à 7H, donc 7 à 10 DH) avec 4 atouts (dont 9 atouts au total dans la ligne)
- le soutien barrage à 4♠ correspond à un jeu faible et 5 atouts (donc 10 atouts au total)
- Les soutiens avec 11-15DH annoncés jadis avec le saut à 3♠ ou 4♠ sont remplacés, selon la force et le nombre d'atouts, par des annonces artificielles allant de 2SA à 3♥.

### Correctifs dans l'utilisation de la loi
La Loi et son application peuvent être affinées grâce à différentes considérations :
- Avec un double fit, comptez une ou 2 levées de plus. Par exemple, si vous avez 2 fits 9èmes, il reste à votre paire 26-18=8 cartes dans les 2 autres couleurs. Vos adversaires ont donc probablement un double fit dans les couleurs restantes, probablement un fit 10ème et un fit 8ème. Les deux camps totalisent 19 levées, et vous pouvez tranquillement enchérir au niveau de 4, même sans beaucoup de points Honneur.
- Avec singleton ou chicane dans la couleur adverse, vos adversaires ont probablement davantage de cartes dans leur couleur, et vous pouvez aller au-delà de l'enchère "normale". Par contre, si vous avez 3 ou 4 cartes dans la couleur adverse, la méfiance s'impose.
- J.-R. Vernes avait énoncé que : Le nombre des levées totales est fréquemment supérieur au nombre moyen, lorsque chaque camp possède tous les honneurs de sa couleur d'atout.  Il est parfois inférieur lorsque les honneurs d'atout sont possédés par les adversaires.  Toutefois, l'importance de ce facteur est sans doute beaucoup moins grande qu'on ne serait porté à le croire. En fait, les tentatives successives de vérification statistique de l'impact de l'emplacement des honneurs sur la LLT ont échoué[3].
- La vulnérabilité favorable incite évidemment aussi à élever le niveau du contrat.
- Si les adversaires semblent envisager un chelem, donner la taille exact du fit peut les aider parce que l'adversaire le plus long dans votre couleur peut maintenant deviner beaucoup plus facilement la présence ou non d'une chicane ou d'un singleton chez son partenaire.

## Histoire de la loi et de sa mise en application
Jean-René Vernes a raconté l'histoire de sa "loi" dans une interview en septembre 2000. Il l'a mise en évidence en 1956 après de longs travaux de recherche, puis il l'a publiée dans des revues à partir de 1958, et dans un ouvrage en 1966. Aux États-Unis, la loi a été introduite à partir de 1966 par Edgar Kaplan (en) et Alan Truscott (en), puis popularisée par Marty Bergen et Larry Cohen.
Le livre de Payne (1981) est le premier à tirer de nombreuses conséquences pratiques de la loi en matière d'enchères.

## Vérification statistique de la loi par ordinateur enDouble Mort
La loi de Vernes a été vérifiée par ordinateur par Matthew L. Ginsberg
Voici la concordance statistique trouvée avec 446741 donnes générées aléatoirement :
| Longueur combinée | Moyenne du nombre total de levées réalisables | Ecart |
| 14                | 13,85                                         | -0,15 |
| 15                | 14,86                                         | -0,14 |
| 16                | 16,10                                         | 0,10  |
| 17                | 17,02                                         | 0,02  |
| 18                | 17,99                                         | -0,01 |
| 19                | 18,78                                         | -0,22 |
| 20                | 19,50                                         | -0,50 |
| 21                | 20,11                                         | -0,89 |
| 22                | 20,69                                         | -1,31 |
| Ecart moyen       |                                               | -0,05 |

Par « longueur combinée », on entend la somme des longueurs des couleurs les plus longues des deux paires.
On voit ici que la loi des levées totales se vérifie bien jusqu'à une longueur combinée de 19 cartes, ce qui est la zone des donnes habituelles. Par contre, la courbe plafonne dans sa partie haute, et la loi n'est donc plus applicable en l'état pour la défense contre les chelems.
Sur l'ensemble des donnes analysées, la loi est vérifiée rigoureusement dans 40 % des donnes, il y a un écart de ±1 levée dans 46,9 % des donnes et de ±2 levées ou davantage dans 13,1 % des cas.

## Un des camps joue à SA
La forme de la Loi n'est pas la même lorsqu'un l'un des camps joue à l'atout et l'autre à Sans Atout. Dans ce contexte particulier, le nombre total de levées dépend de la distribution du camp qui a un fit : a-t-il un jeu plutôt régulier avec doubleton, ou bien au moins un singleton (peu importe le côté) ou bien au moins une chicane ?
En 1966, Jean-René Vernes avait énoncé la loi comme suit : 
(V) Levées_Totales = Nombre_d'atouts + 8, 7, 6 
 où les 3 nombres correspondent respectivement à chicane, singleton, doubleton.
En 1992 puis en 2002, Larry Cohena reformulé la loi comme suit :
(C) Levées_Totales = Nombre_d'atouts + 8, 7½, 7 
 avec la même signification des mêmes 3 nombres.
Plus récemment, une nouvelle étude de 2012 montre que :
(S) Levées_Totales = Nombre_d'atouts + 8  (valable uniquement pour les singletons)
 Selon cette nouvelle étude, l'impact des chicanes serait dépendant d'autres facteurs comme la situation des déclarants et de la chicane.
Par exemple, face au contrat de 3SA (9 levées) en NS, les adversaires en EO pourront déclarer 4♠ (10 levées) s'ils ont un singleton et 11 cartes à ♠.
De même, si les adversaires qui ont 8 atouts et probablement un singleton jugent devoir arrêter leurs déclarations à 2♠, le nombre total de levées est de l'ordre de 16 et le contrat de 2SA dans notre camp est envisageable.